# Noorwegen op de Olympische Zomerspelen 2012
Noorwegen neemt deel aan de Olympische Zomerspelen 2012 in Londen, Verenigd Koninkrijk.

## Medailleoverzicht
| Sport       | Olympiër | Onderdeel        | Medaille |
| ----------- | --- | ---------------- | -------- |
| Handbal     | Kari Aalvik Grimsbø Ida Alstad Heidi Løke Tonje Nøstvold Karoline Dyhre Breivang Kristine Lunde-Borgersen Kari Mette Johansen Marit Malm Frafjord Linn Jørum Sulland Katrine Lunde Haraldsen Linn-Kristin Riegelhuth Koren Gøril Snorroeggen Amanda Kurtović Camilla Herrem Karoline Næss | vrouwen          | Goud     |
| Kano        | Eirik Verås Larsen | K-1 1000m (m)    | Goud     |
| Schermen    | Bartosz Piasecki | degen (m)        | Zilver   |
| Wielersport | Alexander Kristoff | wegwedstrijd (m) | Brons    |

## Deelnemers en resultaten
(m) = mannen, (v) = vrouwen 

### Atletiek
Mannen
| Olympiër                  | Onderdeel             | Resultaat | Prestatie |
| ------------------------- | --------------------- | --------- | --- |
| Jaysuma Saidy Ndure       | 100m (m)              | 30e       | serie 1: 4de in 10,28 |
| Jaysuma Saidy Ndure       | 200m (m)              | 9e        | serie 4: 3de in 20,52 halve finale 1: 4de in 20,42 |
| Henrik Ingebrigtsen       | 1500m (m)             | 5e        | serie 3: 4de in 3.41,33 halve finale 1: 5de in 3.43,26 finale: 5de in 3.35,43 (NR) |
| Urige Buta                | marathon (m)          | 36e       | 2:17.58 |
| Erik Tysse                | 20km snelwandelen (m) | 14e       | 1:21.00 |
| Trond Nymark              | 50km snelwandelen (m) | 21e       | 3:48.37 |
| Andreas Thorkildsen       | speerwerpen (m)       | 5e        | kwalificatie groep A: 1ste met 84,47m finale: 5de met 82,63m |
| Eivind Henriksen          | kogelslingeren (m)    | 13e       | kwalificatie groep B: 3de met 74,62m |
|                           |                       |           | |
| Ezinne Okparaebo          | 100m (v)              | 10e       | serie 1: 4de in 11,14 (NR) halve finale 2: 4de in 11,10 (NR) |
| Ezinne Okparaebo          | 100m (v)              | 31e       | serie 5: 5de in 23,30 (NR) |
| Ingvill Måkestad Bovim    | 1500m (v)             | DNS       | serie 2: niet gestart |
| Karoline Bjerkeli Grøvdal | 5000m (v)             | 27e       | serie 1: 13de in 15.24,86 |
| Christina Vukicevic       | 100m horden (v)       | DNS       | niet gestart |
| Margrethe Renstrøm        | verspringen (v)       | DNS       | kwalificatie groep B: niet gestart |
| Tonje Angelsen            | hoogspringen (v)      | 28e       | kwalificatie groep A: 14de met 1,85m |
| Ida Marcussen             | zevenkamp (v)         | 28e       | 100m horden: 32ste in 14,08 hoogspringen: 28ste met 1,68m kogelstoten: 21ste met 13,46m 200m: 25ste in 25,15 verspringen: 25ste met 5,82m speerwerpen: 23ste met 42,26m 800m: 12de in 2.13,62 totaal: 5846 punten |

### Badminton
| Olympiër             | Onderdeel     | Resultaat | Prestatie                                                         |
| -------------------- | ------------- | --------- | ----------------------------------------------------------------- |
| Sara Blengsli Kværnø | enkelspel (v) | 33e       | groep J: 3de V van HKG Yip: 8-21, 7-21 V van KOR Sung: 8-21, 5-21 |

### Boogschieten
| Olympiër     | Onderdeel       | Resultaat | Prestatie |
| ------------ | --------------- | --------- | --- |
| Bård Nesteng | individueel (m) | 9e        | plaatsingsronde: 21ste met 669 punten 1ste ronde: W van JPN Kikuchi: 6-5 2de ronde: W van USA Wukie: 6-2 3de ronde: V van JPN Furukawa: 2-6 |

### Handbal
| Olympiër | Onderdeel | Resultaat | Prestatie |
| --- | --------- | --------- | --- |
| Kari Aalvik Grimsbø Katrine Lunde Haraldsen Ida Alstad Heidi Løke Tonje Nøstvold Karoline Dyhre Breivang Kristine Lunde-Borgersen Kari Mette Johansen Marit Malm Frafjord Amanda Kurtović Linn Jørum Sulland Linn-Kristin Riegelhuth Gøril Snorroeggen Camilla Herrem Karoline Næss | vrouwen   | Goud      | groep B: 4de V van Frankrijk: 23-24 W van Zweden: 24-21 G van Zuid-Korea: 27-27 W van Denemarken: 24-23 V van Spanje: 20-25 kwartfinale: W van Brazilië: 21-19 halve finale: W van Zuid-Korea: 31-25 finale: W van Montenegro: 26-23 |

| Groep B |            |             |             |             |             |            |            |            |        |
| #       | Land       | Wedstrijden | Wedstrijden | Wedstrijden | Wedstrijden | Doelpunten | Doelpunten | Doelpunten | Punten |
| #       | Land       | G           | W           | G           | V           | V          | T          | Saldo      | Punten |
| 1       | Frankrijk  | 5           | 4           | 1           | 0           | 125        | 103        | +22        | 10     |
| 2       | Zuid-Korea | 5           | 3           | 1           | 1           | 136        | 130        | +6         | 8      |
| 3       | Spanje     | 5           | 3           | 1           | 1           | 119        | 114        | +5         | 6      |
| 4       | Noorwegen  | 5           | 2           | 1           | 2           | 118        | 120        | -2         | 4      |
| 5       | Denemarken | 5           | 1           | 0           | 4           | 113        | 121        | -8         | 2      |
| 6       | Zweden     | 5           | 0           | 0           | 5           | 108        | 131        | -23        | 0      |

| Ronde        | Datum  | Plaats     | Land  | Score      | Land |
| ------------ | ------ | ---------- | ----- | ---------- | ---- |
| Groepsfase   |        |            |       |            |      |
| 28 juli      | Londen | Noorwegen  | 23-24 | Frankrijk  |      |
| 30 juli      | Londen | Zweden     | 21-24 | Noorwegen  |      |
| 1 augustus   | Londen | Noorwegen  | 27-27 | Zuid-Korea |      |
| 3 augustus   | Londen | Denemarken | 23-24 | Noorwegen  |      |
| 5 augustus   | Londen | Noorwegen  | 20-25 | Spanje     |      |
| Kwartfinale  |        |            |       |            |      |
| 7 augustus   | Londen | Brazilië   | 19-21 | Noorwegen  |      |
| Halve finale |        |            |       |            |      |
| 9 augustus   | Londen | Noorwegen  | 31-25 | Zuid-Korea |      |
| Finale       |        |            |       |            |      |
| 11 augustus  | Londen | Noorwegen  | 26-23 | Montenegro |      |

### Kanovaren
| Olympiër           | Onderdeel     | Resultaat | Prestatie                                                                         |
| Vlakwater          | Vlakwater     | Vlakwater | Vlakwater                                                                         |
| ------------------ | ------------- | --------- | --------------------------------------------------------------------------------- |
| Eirik Verås Larsen | K-1 1000m (m) | Goud      | serie 3: 3de in 3.31,288 halve finale 1: 2de in 3.29,547 finale: 1ste in 3.26,462 |
|                    |               |           |                                                                                   |
| Mira Verås Larsen  | K-1 500m (v)  | 18e       | serie 3: 5de in 1.55,923 halve finale 2: 6de in 1.57,354                          |

### Paardensport
| Olympiër        | Onderdeel   | Resultaat | Prestatie                     |
| Dressuur        | Dressuur    | Dressuur  | Dressuur                      |
| --------------- | ----------- | --------- | ----------------------------- |
| Siril Helljesen | individueel | 31e       | Grand Prix: 31ste met 69,985% |

### Roeien
| Olympiër                        | Onderdeel              | Resultaat | Prestatie |
| ------------------------------- | ---------------------- | --------- | --- |
| Olaf Tufte                      | skiff (m)              | 9e        | serie 4: 2de in 7.00,90 kwartfinale 4: 3de in 6.55,36 halve finale 1: 6de in 7.35,31 finale B: 3de in 7.18,15 |
| Kristoffer Brunn Are Strandli   | lichte dubbel-twee (m) | 9e        | serie 3: 2de in 6.34,00 halve finale 2: 4de in 6.39,59 finale B: 3de in 6.32,82                               |
| Kjetil Borch Nils Skulstad Hoff | dubbel-twee (m)        | 7e        | serie 2: 1ste in 6.16,31 halve finale 2: 4de in 6.22,88 finale B: 1ste in 6.20,82                             |

### Schermen
| Olympiër         | Onderdeel | Resultaat | Prestatie |
| ---------------- | --------- | --------- | --- |
| Bartosz Piasecki | degen (m) | Zilver    | 1ste ronde: W van FRA Grumier: 14-13 2de ronde: W van HUN Imre: 15-7 kwartfinale: W van FRA Borel: 15-14 halve finale: W van KOR Jung: 15-13 finale: V van VEN Limardo: 10-15 |

### Schietsport
| Olympiër           | Onderdeel                  | Resultaat | Prestatie                                                                               |
| ------------------ | -------------------------- | --------- | --------------------------------------------------------------------------------------- |
| Ole Magnus Bakken  | 10m luchtgeweer (m)        | 8e        | kwalificatie: 6de met 597 punten (100-100-100-100-100-97) finale: 8ste met 691,5 punten |
| Are Hansen         | 10m luchtgeweer (m)        | 14e       | kwalificatie: 14de met 594 punten (97-100-99-99-100-99)                                 |
| Ole Kristian Bryhn | 50m geweer 3 houdingen (m) | 7e        | kwalificatie: 7de met 1169 punten (397-385-387) finale: 7de met 1267,8 punten           |
| Ole Kristian Bryhn | 50m geweer 3 houdingen (m) | 22e       | kwalificatie: 22ste met 1163 punten (397-382-384)                                       |
| Ole Magnus Bakken  | 50m geweer liggend (m)     | 26e       | kwalificatie: 22ste met 592 punten (99-99-98-98-99-99)                                  |
| Odd Arne Brekne    | 50m geweer liggend (m)     | 13e       | kwalificatie: 13de met 594 punten (100-99-99-99-99-98)                                  |
| Tore Brovold       | skeet (m)                  | 27e       | kwalificatie: 27ste met 113 punten (22-25-22-24-20)                                     |
|                    |                            |           |                                                                                         |
| Malin Westerheim   | 10m luchtgeweer (v)        | 25e       | kwalificatie: 25ste met 394 punten (97-100-98-99)                                       |
| Malin Westerheim   | 50m geweer 3 houdingen (v) | 20e       | kwalificatie: 20ste met 579 punten (195-187-197)                                        |

### Schoonspringen
| Olympiër        | Onderdeel     | Resultaat | Prestatie                          |
| --------------- | ------------- | --------- | ---------------------------------- |
| Amund Gismervik | 10m toren (m) | 24e       | voorronde: 24ste met 401,55 punten |

### Volleybal
| Olympiër                         | Onderdeel | Resultaat | Prestatie |
| Beach                            | Beach     | Beach     | Beach |
| -------------------------------- | --------- | --------- | --- |
| Tarjei Skarlund Martin Spinnangr | mannen    | 9e        | groep F: 2de W van CAN Binstock/Reader: 2-0 (21-14, 21-18) V van BRA Cunha/Santos: 0-2 (14-21,18-21) W van GBR Thompson/Grotowski: 2-0 (22-20,21-13) 2de ronde: V van LAT Pļaviņš/Šmēdiņš: 0-2 (18-21, 17-21) |

### Wielersport
| Olympiër               | Onderdeel        | Resultaat    | Prestatie          |
| Mountainbike           | Mountainbike     | Mountainbike | Mountainbike       |
| ---------------------- | ---------------- | ------------ | ------------------ |
| Gunn-Rita Dahle Flesjå | vrouwen          | DNF          | niet gefinisht     |
| Weg                    |                  |              |                    |
| Edvald Boasson Hagen   | tijdrit (m)      | 13e          | 54.30,87           |
| Edvald Boasson Hagen   | wegwedstrijd (m) | DNF          | niet gefinisht     |
| Alexander Kristoff     | wegwedstrijd (m) | Brons        | 5:46.05            |
| Lars Petter Nordhaug   | wegwedstrijd (m) | 24e          | 5:46.05            |
|                        |                  |              |                    |
| Emilie Moberg          | wegwedstrijd (v) | DNF          | buiten tijdslimiet |

### Worstelen
| Olympiër         | Onderdeel      | Resultaat      | Prestatie                                            |
| Grieks-Romeins   | Grieks-Romeins | Grieks-Romeins | Grieks-Romeins                                       |
| ---------------- | -------------- | -------------- | ---------------------------------------------------- |
| Stig André Berge | -60kg (m)      | 13e            | kwalificatie: vrij 1ste ronde: V van AZE Aliyev: 1-3 |

### Zeilen
| Olympiër                               | Onderdeel        | Resultaat | Prestatie                                   |
| -------------------------------------- | ---------------- | --------- | ------------------------------------------- |
| Sebastian Wang-Hansen                  | RS:X (m)         | 24e       | 185 punten: (19-17-31-18-18-20-19-18-25-32) |
| Kristian Ruth                          | laser (m)        | 16e       | 145 punten: (32-14-10-17-15-5-DNF-24-8-20)  |
| Eivind Melleby Petter Mørland Pedersen | star (m)         | 4e        | 63 punten: (7-5-2-4-16-11-8-4-7-5-10)       |
|                                        |                  |           |                                             |
| Jannicke Stålstrøm                     | RS:X (v)         | 19e       | 142 punten: (21-17-24-21-17-18-21-15-12-15) |
| Marthe Enger Eide                      | laser radial (v) | 23e       | 194 punten: (30-24-32-11-23-15-23-21-17-30) |

### Zwemmen
| Olympiër        | Onderdeel            | Resultaat | Prestatie                     |
| --------------- | -------------------- | --------- | ----------------------------- |
| Lavrans Solli   | 100m rugslag (m)     | 26e       | serie 3: 6de in 55,00         |
|                 |                      |           |                               |
| Sara Nordenstam | 200m schoolslag (v)  | 21e       | serie 3: 8ste in 2.27,90      |
| Ingvild Snildal | 100m vlinderslag (v) | 22e       | serie 6: 7de in 59,01         |
| Ingvild Snildal | 200m vlinderslag (v) | 18e       | serie 1: 1ste in 2.10,99 (NR) |
| Sara Nordenstam | 400m wisselslag (v)  | 30e       | serie 2: 5de in 4.51,28       |